# Deconica montana
Деконіка монтана, Псилоцибе гірська, монтана (Deconica montana) — вид грибів роду Деконіка (Deconica). Сучасну біномінальну назву надано у 1960 році.

## Класифікація
До недавнього часу гриб належав до роду Псилоцибе (Psilocybe), однак відрізнявся від інших видів тим, що не містив галюциногенних речовині і не синів на зламі. Філогенетичні дослідження відділили несиніючі види Псилоцибе у окрему кладу та рід Деконіка (Deconica).

## Будова
Шапинка півсферична темно-коричнева з горбиком в центрі, 0.5-1 см. Ніжка темно-коричнева до 8 см.

## Життєвий цикл
Плодові тіла з'являються у квітні-жовтні.

## Поширення та середовище існування
Росте на болотах, де його можна зустріти разом з мохами Brachythecium albicans, Brachythecium  mutabulum, Campylopus introflexus, Ceratodon purpureus, Dicranum scoparium, Eurhynchium hians, Eurhynchium praelongum, Eurhynchium speciosum, Rhacomitrium canescens, Pohlia species та Polytrichum piliferum, а також трапляється на багатих ґрунтах вздовж доріг.